# Resurrezione (album)
Resurrezione è il terzo album della band hip-hop Flaminio Maphia, pubblicato nel 2001. Nel 2003 è stata pubblicata una riedizione contenente un remix di Er traffico.

## Tracce
1. Le facce della notte – 4:21
2. Er traffico – 4:02
3. La bevuta (skit) – 0:43
4. Tony & Dino – 4:49
5. Da dove vieni (skit) – 1:17
6. Ragazze acidelle – 4:27
7. Bada – 4:26
8. Philly Jam Freestyle – 2:10
9. Come suona? – 3:32
10. Ogni volta – 3:28
11. Strano!!! (skit) – 1:07
12. Combattimento mortale parte III – 4:03
13. 1-0 – 0:14
14. La differenza – 4:11
15. Disco Party – 4:02
16. Intervallo (skit) – 0:45
17. Il poliziotto – 3:58
18. Quartieri – 4:08